# Renče - Vogrsko
Renče - Vogrsko là một khu tự quản (tiếng Slovenia: občine, số ít – občina) trong vùng Goriška của Slovenia. Renče - Vogrsko có diện tích 29.5 km2, dân số là theo điều tra ngày 31 tháng 3 năm 2002 là 4102 người. Thủ phủ khu tự quản Renče - Vogrsko đóng tại Bukovica.